# Аржеле на Мору
Аржеле сир Мер (фр. Argelès-sur-Mer; кат. Argelers/Argelers de la Marenda) је насељено место у Француској у региону Лангдок-Русијон, у департману Источни Пиринеји.
По подацима из 2011. године у општини је живело 9939 становника, а густина насељености је износила 169,41 становника/km².

## Демографија
| 1962. | 1968. | 1975. | 1982. | 1990. | 2011. |
| ----- | ----- | ----- | ----- | ----- | ----- |
| 3.659 | 5.022 | 5.100 | 5.723 | 7.188 | 9.939 |